# Priest...Live!
Priest.. Live! è un live album della heavy metal band britannica Judas Priest, uscito nel 1987.

## Il disco
La versione rimasterizzata dell'album è composta da 2 cd, ciascuno dei quali contiene alcune canzoni suonate dalla band durante il Fuel For Life Tour del 1986, in supporto all'uscita dell'album Turbo. Il live contiene alcune chicche per i fan, visto che canzoni come Out In The Cold, Private Property, Rock You All Around The World e Parental Guidance sono state suonate solo durante questo tour, e sono altrimenti difficilmente reperibili. Come Unleashed in the East dà un'idea della prestazione live della band sul finire degli anni settanta, questo Priest... Live! esprime tutta la potenza della band sul palcoscenico verso la metà degli anni ottanta. È stata pubblicata anche una versione in VHS di questo concerto, anch'essa intitolata Priest... Live! Nella versione rimasterizzata dell'album si trovano altre 3 tracce registrate dal vivo dalla band.

## Tracce
Disco 1
1. Out In The Cold – 6:51
2. Heading Out To The Highway – 4:53
3. Metal Gods – 4:11
4. Breaking The Law – 2:42
5. Love Bites – 5:27
6. Some Heads Are Gonna Roll – 4:23
7. The Sentinel – 5:13
8. Private Property – 4:51

Disco 2
1. Rock You All Around The World – 4:42
2. Electric Eye – 4:19
3. Turbo Lover – 5:53
4. Freewheel Burning – 5:01
5. Parental Guidance – 4:11
6. Living After Midnight – 7:24
7. You've Got Another Thing Comin – 8:05

Remasters Bonus Tracks:
1. Screaming For Vengeance (Screaming For Vengeance World Tour) – 5:55
2. Rock Hard Ride Free (Defenders Of The Faith World Tour) – 6:42
3. Hell Bent For Leather (Fuel For Life Tour) – 4:43

## Formazione
- Rob Halford - voce
- Glenn Tipton - chitarra
- K. K. Downing - chitarra
- Ian Hill - basso
- Dave Holland - batteria